# Уоттс, Чарли
Чарльз Роберт (Чарли) Уоттс (англ. Charles Robert "Charlie" Watts; 2 июня 1941, Лондон — 24 августа 2021[…], Лондон) — барабанщик британской рок-группы The Rolling Stones (1963—2021).
В начале обучался на графического дизайнера, начал играть на ударных в стиле ритм-энд-блюз в одном из лондонских клубов, там познакомился с Брайаном Джонсом, Миком Джаггером и Китом Ричардсом. В 1963 году присоединился к группе The Rolling Stones в качестве барабанщика, также позже разработал дизайн обложек некоторых альбомов группы. Также он гастролировал вместе со своей собственной группой, Квинтетом Чарли Уоттса, и появлялся в престижном лондонском джаз-клубе Ронни Скотта в составе Тентета Чарли Уоттса.
В 2006 Уоттс был включён в Зал славы журнала Modern Drummer. В том же году журнал Vanity Fair включил его в Зал славы Международного списка превосходно одетых людей (International Best Dressed List Hall of Fame). По оценке известного музыкального критика Роберта Кристгау, Уоттс является «величайшим рок-барабанщиком». В 2016 году он занял 12 место в списке «100 величайших барабанщиков всех времён» по версии журнала Rolling Stone, а в списке 50 лучших барабанщиков рока по версии журнала Classic Rock он занимает 10 место.

## Ранние годы
Чарльз Роберт «Чарли» Уоттс родился в семье Чарльза Ричарда Уоттса, который работал на железной дороге Лондона, Мидленда и Шотландии, и его жены, Лилиан Шарлотты (в девичестве Ивз), в Клинике университетского колледжа в Лондоне и рос (вместе с сестрой Линдой) в Кингсбери. Он посещал Современную среднюю школу Тайлер Крофт (теперь Старшая школа Кингсбери) с 1952 по 1956 год; в школьные годы проявлял талант в рисовании, крикету и футболу.

Ребёнком Уоттс жил в Уэмбли, Пилгримс-Уэй, 23. Многие дома в Уэмбли были разрушены во время немецких бомбардировок во время Второй мировой войны. Уоттс и его семья жили в блочном доме, как и многие другие. Сосед Уоттса, Дэвид Грин, который жил в ближайшем доме, на Пилгримс-Уэй, 22 был его другом детства. Грин собирался стать джаз-музыкантом и играть на контрабасе. Грин вспоминает, что детьми они «открыли для себя записи на грампластинках. У Чарли было больше записей, чем у меня… Бывало, мы отправлялись в комнату Чарли и просто слушали». Первые записи Уоттса были джазовыми; он помнит, что у него были пластинки Джелли Ролла Мортона и Чарли Паркера. Грин припоминает также, что у Уоттса «была запись Монка и Трио Джонни Доджа. Чарли слушал и приобретал больше записей, чем я». Когда Уоттсу и Грину было по тринадцать лет, Уоттс стал интересоваться игрой на ударных:
Я купил банджо, и мне не понравились точки на грифе. Тогда я снял гриф, а в то время я слушал барабанщика Чико Гамильтона, который играл с Джерри Маллиганом, и я захотел играть так же, с помощью щёток. У меня не было малого барабана, так что вместо него я использовал резонатор банджо.
Грин и Уоттс начали свою музыкальную карьеру одновременно в период с 1958 по 1959 год, они играли в джазовой группе в Мидлсексе, которая называлась Jo Jones All Stars.
Первое посвящение в ритм-энд-блюз привело Уоттса в замешательство, согласно его комментарию: «Я пришёл в ритм-энд-блюз. Когда они попросили меня сыграть, я не знал, что это такое. Я думал, это Чарли Паркер, сыгранный медленно».
Родители Уоттса подарили ему его первую барабанную установку в 1955 году; он интересовался джазом и тренировался игре на барабанах с записями, которые у него были. После окончания средней школы он поступил в Школу искусств Харроу (нынешний Вестминстерский университет), где проучился до 1960 года. После окончания школы, Уоттс работал графическим дизайнером на рекламную компанию «Студия Чарли Дэниелса», а также время от времени играл на ударных с местными группами в кафе и клубах. В 1961 он познакомился с Алексисом Корнером, который предложил ему присоединиться к его группе «Blues Incorporated». В то время Уоттс собирался временно проживать и работать в Дании, но он принял предложение Корнера, после возвращения в Лондон в феврале 1962 года.
Уоттс регулярно играл с «Blues Incorporated» и продолжал работать с другой рекламной фирмой Чарльза, Хобсона и Грея. В середине 1962 года Уоттс встретил Брайана Джонса, Иэна «Стю» Стюарта, Мика Джаггера и Кита Ричардса, которые тоже часто посещали лондонские ритм-энд-блюз клубы, но только в январе 1963 Уоттс дал окончательное согласие присоединиться к The Rolling Stones.

## Музыкальная карьера

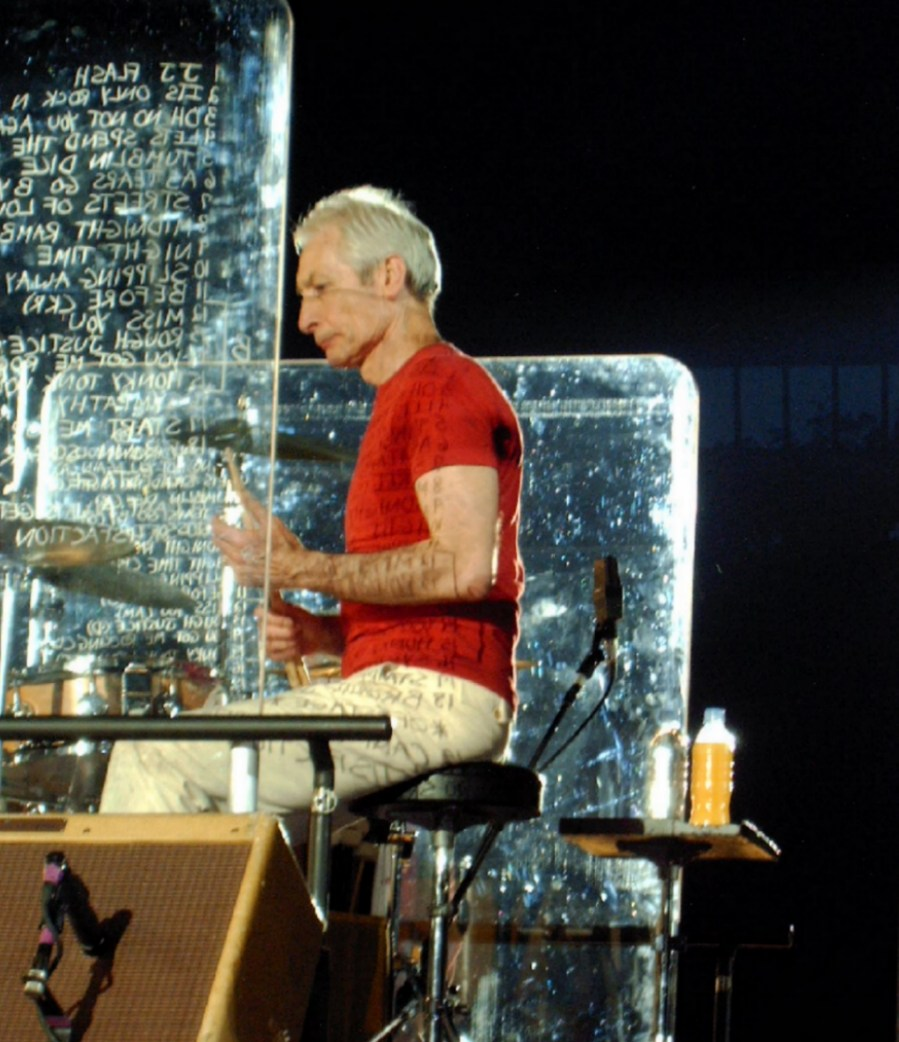
Уоттс во время концерта с The Rolling Stones в 2006 году

Кроме сугубо музыкальной работы, Уоттс сделал вклад по дизайнерской части в ранние записи Rolling Stones, например, обложка альбома Between the Buttons. Он отвечал за пресс-конференцию в Нью-Йорке в 1975 году, посвящённую анонсированию предстоящего тура. Группа удивила толпу ожидающих репортёров тем, что подъехала на грузовике с открытым кузовом, исполняя композицию «Brown Sugar» прямо посреди оживленного манхэттенского уличного движения. Позже в том же году эту выходку повторила группа AC/DC (Status Quo повторили этот трюк в 1984, в видео «The Wanderer», а ещё позже U2 последовали их примеру в видео 2004 года «All Because of You»). Уоттс вспоминает, что это было обычным делом для новоорлеанских джаз-групп продвигать предстоящие события.
Уоттс принимал участие во многих мероприятиях и вне его жизни как участника группы The Rolling Stones. В 1964 году в честь Чарли Паркера он опубликовал детскую книгу «Ода птице высокого полёта». Хотя широкую популярность Уоттсу принёс рок, сам он предпочитал джаз. В конце 1970-х он присоединился к Иэну Стюарту и его группе Rocket 88, исполняющей буги-вуги, которая открыла для широкой публики многих наиболее популярных в Великобритании джаз-, рок- и R&B-исполнителей. В 1980 году он принял участие в мировом музыкальном турне с биг-бэнд, в которой играли такие известные люди, как Эван Паркер, Кортни Пайн и Джек Брюс, который также был членом группы Rocket 88. В 1991 году Уоттс организовал джазовый квинтет, опять-таки в честь Чарли Паркера. В 1993 году на свет появился релиз Warm And Tender в исполнении Квинтета Чарли Уоттса, в котором участвовал вокалист Бернард Фаулер. Эта же группа выпустила Long Ago And Far Away в 1996 году. Обе записи включали композиции «Великого американского песенника». После успешного сотрудничества с Джимом Келтнером во время записи альбома Bridges to Babylon группы The Rolling Stones, Уоттс и Келтнер записали техно-инструментальный альбом, который был назван просто «Проект Чарли Уоттса/Джима Келтнера». Уоттс отмечает, что несмотря на то, что у треков такие же названия, как и в «Elvin Suite» в честь позднего Элвина Джонса, Макса Роуча и Роя Хэйнеса, их стиль не был скопирован, а скорее была попытка подчеркнуть настроение, которое производят эти артисты. Альбом Watts at Scott’s был записан с участием его группы «Тентет Чарли Уоттса» в знаменитом джаз-клубе Лондона, Ronnie Scott’s. В апреле 2009 года он начал давать концерты с коллективом ABC&D of Boogie Woogie совместно с пианистом Акселем Цвингенбергером, Беном Уотерсом и его другом детства Дэйвом Грином, исполняющим партию на контрабасе.
В 1989 году The Rolling Stones были включены в Зал славы рок-н-ролла. В 2006 году в июльском выпуске журнала Modern Drummer за Уоттса проголосовали для включения в Зал славы Modern Drummer, где уже были отмечены такие исполнители, как Ринго Старр, Кит Мун, Стив Гэдд, Бадди Рич и другие известные и влиятельные барабанщики из истории рока и джаза. По оценке известного музыкального критика Роберта Кристгау, Уоттс является «величайшим рок-барабанщиком».

## Личная жизнь и общественный имидж

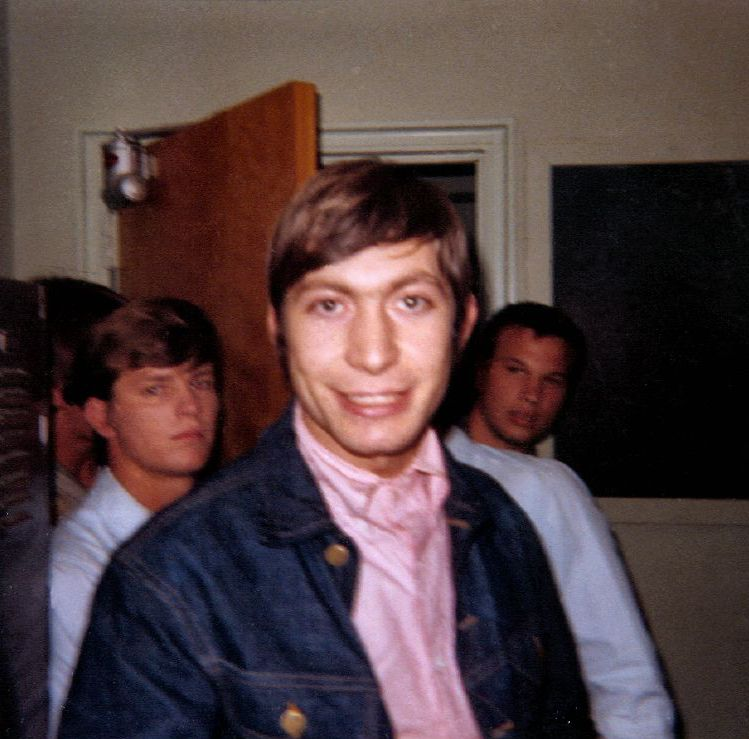
За кулисами перед выступлением группы The Rolling Stones в Georgia Southern University 4 мая 1965

14 октября 1964 года Уоттс женился на Ширли Энн Шеферд (род. 11 сентября 1938), с которой он познакомился ещё до того, как группа стала успешной. У них есть дочь, Серафина, которая родилась в марте 1968 года, которая, в свою очередь, подарила Уоттсам внучку Шарлотту.
Личная жизнь Уоттса кажется намного более умеренной, чем у других членов группы и многих коллег по рок-н-роллу. На сцене он выглядел спокойным и довольным в противовес довольно экспрессивным товарищам по группе. Преданный своей жене, Уоттс никогда не пользовался сексуальными услугами поклонниц, сопровождавших группу. В документальной книге Роберта Гринфилда «STP: A Journey Through America with The Rolling Stones», посвящённой Американскому туру 1972 года, отмечено, что во время тура группу пригласили в особняк «Плейбоя», Уоттс проводил время в игровой комнате Хью Хефнера вместо того, чтобы развлекаться с женщинами. «Я никогда не подходил под стереотип рок-звезды, — отмечал он. — В 70-х мы с Биллом Уайменом пытались отрастить бороды, это оказалось слишком изнурительным».
Уоттс открыто рассказал о периоде в середине 1980-х, когда его прежде умеренное употребление алкоголя и наркотиков начало становиться проблемой: «Проблемы с алкоголем и наркотиками были моим способом справиться с семейными трудностями… Возвращаясь назад, я теперь думаю, что это был кризис среднего возраста. Я был совершенно другим человеком начиная примерно с 1983 года, и покончил с этим в 1986. Я чуть не потерял свою жену и всё остальное из-за своего поведения».
Забавная история случилась в середине 1980-х, когда нетрезвый Джаггер позвонил Уоттсу в его гостиничный номер и спросил: «Где мой барабанщик?» Уоттс встал, побрился, надел костюм с галстуком и идеально начищенные туфли, поднялся по лестнице, ударил Джаггера по лицу и сказал: «Никогда больше не называй меня „твой барабанщик“. Это ты мой чёртов певец!»
В июне 2004 года Уоттсу диагностировали рак горла, хотя он бросил курить ещё в конце 1980-х. Он прошёл курс радиотерапии. Рак перешёл в стадию ремиссии, и Уоттс вернулся к студийным записям и гастролям с The Rolling Stones.
Последние годы Уоттс жил в Долтоне, деревенском посёлке на западе Девона, где они с женой Ширли разводили лошадей арабской чистокровной породы.
24 августа 2021 года Уоттс скончался в возрасте 80 лет. Ранее было известно о его отказе от тура по США из-за недавно перенесённой операции.

## Дискография
См. также Дискография The Rolling Stones
Кроме работ в составе группы The Rolling Stones Уоттс записал следующие альбомы:
- The Charlie Watts Orchestra Live at Fulham Town Hall (1986/Columbia Records);
- The Charlie Watts Quintet — From One Charlie (1991/Continuum Records);
- The Charlie Watts Quintet — A Tribute to Charlie Parker with Strings (1992/Continuum Records);
- The Charlie Watts Quintet — Warm and Tender (1993/Continuum Records);
- The Charlie Watts Quintet — Long Ago and Far Away (1996/Virgin Records);
- The Charlie Watts-Jim Keltner Project (2000/Cyber Octave Records);
- The Charlie Watts Tentet — Watts at Scott’s (2004/Sanctuary Records);
- The ABC&D of Boogie Woogie — The Magic of Boogie Woogie (2010/Vagabond Records);
- The ABC&D of Boogie Woogie Live in Paris (2012/Columbia Records).

## Дополнительные ссылки
- Charlie Watts на www.playdrums.ru
- Charlie Watts — интервью журналу Q
- Joe Gross. Charlie Watts, the Rolling Stones’ Drummer and Inimitable Backbone, Dead at 80 (англ.). Rolling Stone. Rolling Stone, LLC. (24 августа 2021). Дата обращения: 17 февраля 2025. Архивировано 20 декабря 2024 года.
- Elizabeth Aubrey. The Rolling Stones recall their final meetings with Charlie Watts (англ.). New Musical Express. NME Networks (8 октября 2021). Дата обращения: 17 февраля 2025. Архивировано 10 мая 2023 года.